# Лузін Микола Миколайович
Мико́ла Микола́йович Лу́зін (* 27 листопада (9 грудня) 1883, Іркутськ — † 28 лютого 1950, Москва) — російський математик, основоположник школи теорії функцій, академік АН СРСР (1929).
Професор Московського університету (1917). Іноземний член Польської АН (1928), член математични товариств Польщі, Індії, Бельгії, Франції, Італії. Нагороджений орденом Трудового Червоного Прапора (1945).
М. М. Лузін — творець московської математичної школи. Серед його учнів — математики М. А. Айзерман, П. С. Александров, Н. К. Барі, В. И. Глівенко, Л. В. Келдиш, А. Н. Колмогоров, А. С. Кронрод, М. А. Лаврентєв, Л. А. Люстерник, А. А. Ляпунов, Д. Е. Меньшов, В. В. Неміцький, П. С. Новіков, М. Я. Суслін, П. С. Урисон, А. Я. Хінчін, Л. Г. Шнірельман.

## Біографія
Лузін народився в Іркутську, вчився в томській гімназії в 1894–1901 роках. Формалізм гімназичного курсу математики відштовхнув від себе талановитого юнака, і лише здібний репетитор зміг розкрити перед ним красу і велич математики.
У 1901 р. Лузін вступив на математичне відділення фізико-математичного факультету Московського університету. З перших років навчання в коло його інтересів потрапили питання, пов'язані з нескінченністю. Наприкінці XIX ст. німецький вчений Георг Кантор створив загальну теорію нескінченних множин, яка отримала застосування у дослідженні розривних функцій. Лузін почав вивчати цю теорію, але його заняття перервалися в 1905 р. Студенту, що брав участь в революційній діяльності, довелося на деякий час переїхати до Франції. Там він слухав лекції найвизначніших французьких математиків того часу. Після повернення до Росії Лузін закінчив університет, де його залишили для підготовки до професорського звання. Незабаром він знову поїхав до Парижа, а потім у Геттінген (1910), де зблизився з багатьма вченими (Едмунд Ландау, Адамаром, Борелем, Лебегом) та написав перші наукові роботи. Повернувся в Москву в 1914 році.
Основною проблемою, що його цікавила, було питання про те, чи можуть існувати множини, що містять більше елементів, ніж множина натуральних чисел, але менше, ніж множина точок відрізка (континуум-гіпотеза). Для будь-якої нескінченної множини, яку можна було отримати з відрізків за допомогою операцій об'єднання та перетину зліченних сукупностей множин, ця гіпотеза виконувалася, і, щоб вирішити проблему, треба було з'ясувати, які ще є способи конструювання множин. Одночасно Лузін вивчав питання, чи можна представити будь-яку періодичну функцію, навіть таку, що має нескінченно багато точок розриву, в вигляді суми тригонометричного ряду, тобто суми нескінченної множини гармонійних коливань. До вище описаних проблем Лузін одержав низку значних результатів і в 1915 р. захистив дисертацію «Інтеграл і тригонометричний ряд», за яку йому відразу присудили науковий ступінь доктора чистої математики, минаючи існуючу на той час ступінь магістра.
У 1917 р. Лузін став професором Московського університету. Як талановитого викладача, його оточували найздібніші студенти і молоді математики. Свого розквіту школа Лузіна досягла в перші післяреволюційні роки. Учні Лузіна утворили творчий колектив, який жартівливо називали «лузітанією». Багато з них отримали першокласні наукові результати ще на студентській лаві. Наприклад, П. С. Александров і М. Я. Суслін (1894—1919) відкрили новий метод побудови множин, що започаткувало розвиток нового напрями — дескриптивної теорії множин. Дослідження в цій галузі, що проводились Лузіним і його учнями, показали, що звичайних методів теорії множин недостатньо для вирішення багатьох виникаючих в ній проблем. Наукові передбачення Лузіна повністю підтвердилися у 1960-ті рр. Багато учнів М. М. Лузіна стали згодом академіками та членами-кореспондентами АН СРСР. Серед них П. С. Александров, А. M. Колмогоров, М. А. Лаврентьєв, Л. А. Люстернік, Д. Е. Меньшое, П. С. Новіков, Л. Г. Шнірельман та інші.

## Педагогічна діяльність
Основна стаття: Лузитанія (московська математична школа)
Педагогічний результат М. М. Лузіна величезний за своїм масштабом — це дуже рідкісний випадок в історії науки, коли видатний вчений виховав більше десятка видатних вчених (А. Н. Колмогоров, П. С. Александров, М. А. Айзерман, А. С. Кронрод та ін.), де-хто з них створив свої власні наукові школи.
- школа А. Н. Колмогорова дала В. І. Арнольда та І. М. Гельфанда, Е. Б. Динкіна і А. І. Мальцева, Я. Г. Синая і А. Н. Ширяєва, В. А. Успенського та ін.;
- школа П. С. Александрова — Л. С. Понтрягіна, А. Н. Тихонова, А. Г. Куроша та ін.;
- школа М. А. Лаврентьева — М. В. Келдиша, А. І. Маркушевича, Б. В. Шабата та ін.;
- школа А. А. Ляпунова — А. П. Ершова, Ю. І. Журавлева, О. Б. Лупанова та ін.;
- школа П. С. Новікова — С. І. Адяна, А. Д. Тайманова, С. В. Яблонського та ін.

В базі даних «Математична генеалогія» М. М. Лузін має понад 4 000 наукових потомків[26].
Школа Н. Н. Лузіна розвивала самостійне мислення, здатність по-новому ставити проблеми, розбивати їх на нові задачі, шукати обхідні шляхи. Наприклад, існувало негласне правило: якщо у аспіранта по темі екзамена є самостійний результат, то питають тільки по цьому результату. «Ми всі намагалися замість вивчення товстої монографії 200—300 стр. (як правило, на іноземній мові) придумати нову постановку (узагальнення) задачі», — згадує М. А. Лаврентєв. Атмосфера творчості, мислення «тут і зараз», коли проміжні ходи думки не приховуються, а сам процес мислення стає публічним і явним для всіх — така була атмосфера «Лузітанії» (так стала називатися школа Лузіна) в її найкращі роки. Атмосфера, змішана із жартами, елементами інтелектуального карнавалу, наукового театру, в якому всі були акторами, а першим з них був вчитель. У своїх спогалдах Л. А. Люстерник називає це «інтелектуальним озорством». Глибока і неформальна повага оберігала відношення до вчителя від панібратства.
Зберігалася і важлива роль Д. Ф. Єгорова. М. М. Лузін новичкам-лузітанцям говорив: «головний в нашому колективі Єгоров, кінцева оцінка роботи, відкриття належить Єгорову».
В 1915 році до Москви потрапив польський математик Вацлав Серпінський, інтернований за свого німецького піданства. Д. Ф. Єгоров і М. М. Лузін допомогли йому одержати дозвіл на вільне проживання в Москві. В. Серпінський активно брав участь в створенні Московської математичної школи. Тісні контакти шкіл Лузіна і Серпінського продовжувалися до середини 1930-х років. Першими участниками Лузітанії стали П. С. Александров, М. Я. Суслін, Д. Е. Меньшов, А. Я. Хінчін; дещо пізніше з'явилися В. Н. Веніамінов, П. С. Урисон, А. Н. Колмогоров, В. В. Неміцький, Н. К. Барі, С. С. Ковнер, В. І. Глівенко, Л. А. Люстерник, Л. Г. Шнірельман. Через декілька років (1923—1924 роки) додалося третє покоління — П. С. Новіков, Л. В. Келдиш, Є. А. Селівановський. Одним з останніх до школи Лузіна приєдналися А. А. Ляпунов (1932 рік). В цей час Лузітанії вже практично не було.
Діяльність Лузітанії була засмучена двома раптовими смертями: 21 жовтня 1919 року від сипного тифу в рідному селі Красавка помер М. Я. Суслін, 17 серпня 1924 року втопився П. С. Урисон — «охоронник таємниць Лузітанії».
В 1931 році на засланні в Казані помер Д. Ф. Єгоров.